# 芦苇粒黑粉菌
芦苇粒黑粉菌（学名：Ustilago phragmites）是属于黑粉菌目黑粉菌科黑粉菌属的一种真菌，寄生在芦苇上。该种分布于中国、朝鲜、马来西亚等地。